# Ultraljud

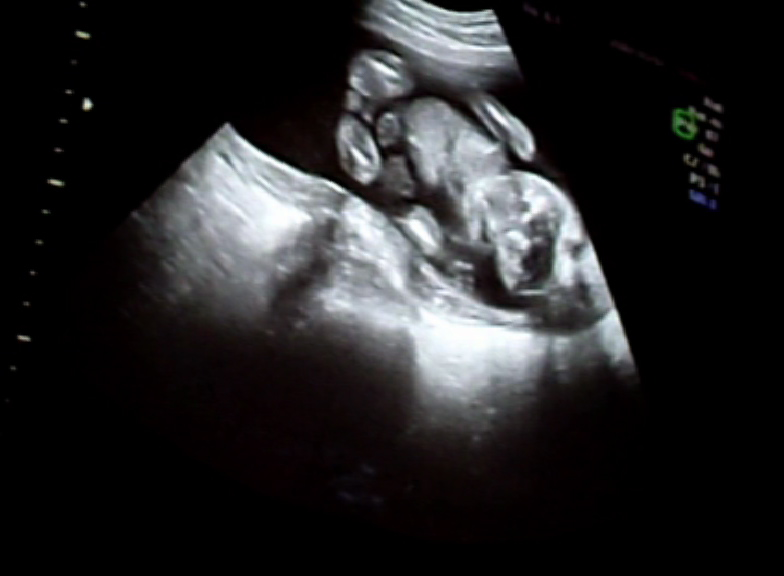
Foster sett med hjälp av ultraljud.

Ultraljud är ljud med en frekvens högre än den översta gränsen för människans hörsel. Ultraljud definieras ofta som ljud med en våglängd mindre än 17 millimeter i luft, det vill säga med frekvens högre än 20 kHz. Någon övre frekvensgräns finns inte definierad.
Ultraljud påverkar inte oss människor. Men vi använder ändå det i många sammanhang. I ekolod på båtar använder man ultraljud för att mäta djupet och inom arbetsfiske använder fiskare ultraljud för att upptäcka fiskstim i havsdjupet.
Fladdermöss orienterar sig med hjälp av ultraljud. De skriker ett ljud med en frekvens på upp till 120 kHz och lyssnar på ekot från föremål i närheten; ett slags sonar. Det finns även speciella ultraljudvisselpipor avsedda för att kalla på hundar, som hör höga frekvenser långt bättre än människan.
Inom medicin och industri används ultraljud för medicinsk diagnostik och teknisk diagnostik, bearbetning och rengöring. Ett exempel på diagnostiskt ultraljud inom medicin är ultraljudsundersökningar som görs för gravida. Undersökningen kan vara transabdominellt eller transvaginalt ultraljud (VUL).
Inom bilindustrin används ultraljud på självkörande bilar för att detektera objekt i bilens närhet.
Hellmuth Hertz, professor i Lund, utvecklade användningen av ultraljud för diagnostiska syften. Han studerade hjärtats rörelser med hjälp av pulsekometoden. De första diagnostiska tillämpningarna skedde dock i Storbritannien och USA. I början av 1960-talet genomfördes den första ultraljudsundersökningen av en gravid kvinna. Ultraljud utförs mycket för att bota eller hjälpa de med njursten. Det spränger nämligen sönder stenarna så att de blir mindre och att de därmed kan följa med bland annat urin ut på ett enklare och ett mindre smärtsamt sätt.